# Juan Diaz de Solís
Juan Diaz de Solís (1470 – 20. ledna 1516 pobřeží řeky Paraná) byl portugalský mořeplavec, objevitel a kartograf ve španělských službách, objevitel ústí Río de la Plata. Do roku 1505 pracoval ve službách portugalského krále Manuela I. Portugalského jako kartograf v Casa da India.

## Ve službách španělského krále
V roce 1506 se účastnil cesty na Yucatán a v roce 1508 do Brazílie jako navigátor. V roce 1509 se plavil s Vincentem Pinzónem podél pobřeží Hondurasu až k Dariénskému zálivu, hledaje průjezd na západ do Jižního moře (Tichého oceánu). 
Po smrti Ameriga Vespucciho v roce 1512 získal hodnost piloto mayor (nejvyšší kormidelník královské obchodní společnosti pro Ameriku) a stal se hlavním navigátorem Kastilie.
Roku 1514 byl znovu pověřen hledáním cesty z Atlantského oceánu do Jižního moře, toto moře z pevniny objevil rok předtím Vasco Núñez de Balboa. V říjnu 1515 vyplul se třemi loděmi ze Španělska přímo k brazilskému pobřeží, které sledoval od mysu San Roque na jih a v únoru 1516 dosáhl širokého ústí Río de la Platy (Paraná – Uruguay), které pokládal za hledaný průjezd. Vydal se proti proudu, avšak při přistání byl napaden Indiány a padl. Jeho loďstvo se ještě téhož roku vrátilo do Španělska. Námořní cestu do Tichého oceánu nalezl až Fernão de Magalhães, který nazval ústí obou řek Rio de Solís.